# Ammuriya (Naplouse)
Ammuriya, en arabe : عمورية, est un village du gouvernorat de Naplouse en Palestine, situé au sud de Naplouse, au centre de la Cisjordanie.
Selon le recensement du bureau central palestinien des statistiques, la localité compte une population de 371 habitants en 2017.
En 2012, le village est fusionné au sein d'Al-Lubban ash-Sharqiya.